# Osmia cockerelli
Osmia cockerelli är en biart som beskrevs av Sandhouse 1939. Osmia cockerelli ingår i släktet murarbin, och familjen buksamlarbin. Inga underarter finns listade i Catalogue of Life.